# Francisco Liriano
Francisco Casillas Liriano (né le 26 octobre 1983 à Saint-Domingue, République dominicaine) est un ancien lanceur gaucher de la Ligue majeure de baseball.
Il participe au match des étoiles en 2006 et lance un match sans point ni coup sûr en 2011 pour les Twins du Minnesota.

## Carrière

### Twins du Minnesota

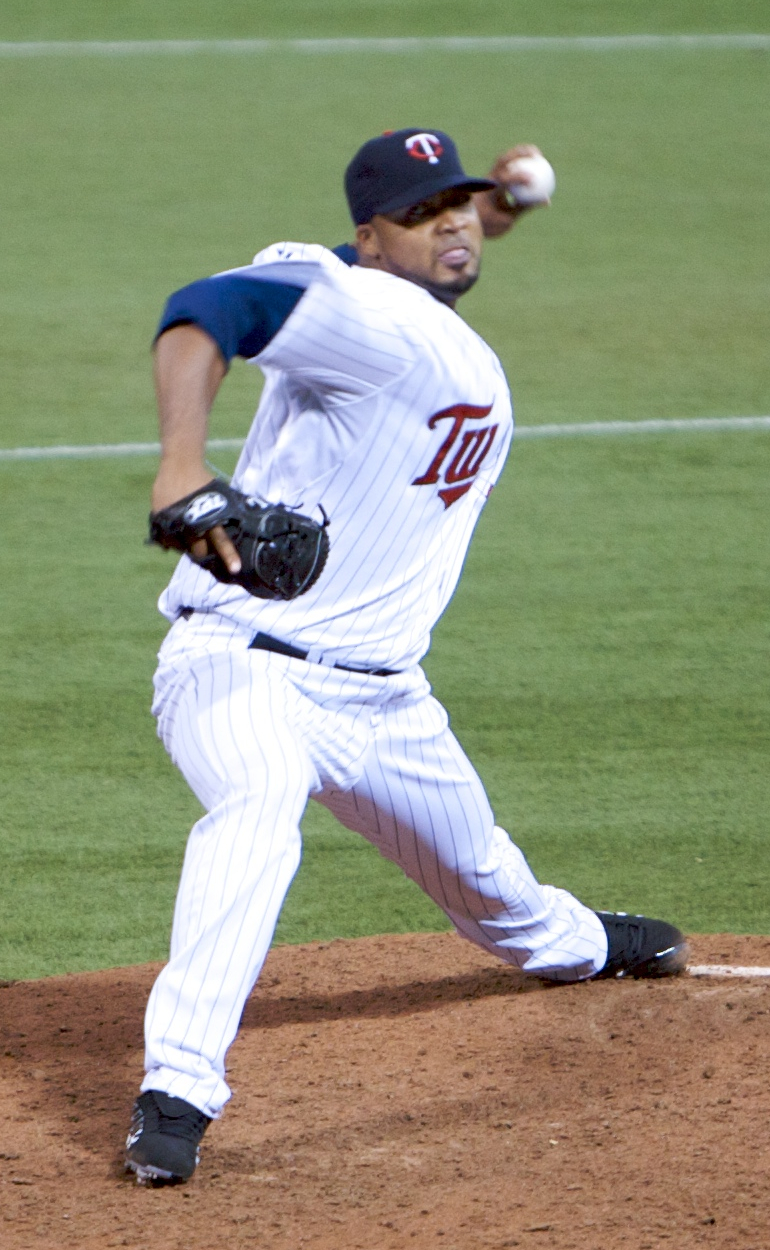
Francisco Liriano lançant en 2008 pour les Twins du Minnesota.

Francisco Liriano est recruté le 9 septembre 2000 par les Giants de San Francisco en tant qu'agent libre amateur. Il est transféré chez les Twins du Minnesota le 14 novembre 2003 avec le releveur droitier Joe Nathan et le lanceur droitier, alors partant, Boof Bonser. En retour, les Giants obtiennent le receveur A. J. Pierzynski, qui ne jouera qu'une année à San Francisco avant d'aller poursuivre sa carrière sous d'autres cieux. La transaction est totalement à l'avantage des Twins, qui obtiennent ainsi deux futurs joueurs étoiles dans un échange qui profite bien peu aux Giants.
Il fait ses débuts en Ligue majeure le 5 septembre 2005 .
Sélectionné en équipe de République dominicaine, il participe à la Classique mondiale de baseball 2006. Il prend part à deux rencontres comme lanceur de relève pour 5.1 manches lancées, et une moyenne de points mérités de 1,69. L'été suivant, il connait sa première sélection au match des étoiles.
En 2010, il est nommé lanceur par excellence du mois d'avril dans la Ligue américaine de baseball. Au cours du premier mois de la saison, il effectue quatre départs, remporte trois victoires contre aucune défaite et n'accorde que trois points mérités pour une moyenne d'à peine 0,93.
Il remporte le prix du joueur ayant fait le plus beau retour en 2010 (AL Comeback Player of the Year) dans la Ligue américaine.
Le 3 mai 2011 au US Cellular Field de Chicago, Liriano lance un match sans point ni coup sûr dans une victoire de 1-0 des Twins sur les White Sox. L'exploit, le premier pour un lanceur des Twins depuis 1999, est réussi dans des circonstances peu habituelles : Liriano accorde six buts-sur-balles à l'adversaire, ne retire que deux frappeurs sur des prises, en plus d'amorcer le match avec une moyenne de points mérités de 9,13 après un mois d'avril très difficile. Cette partie marque aussi le premier match complet et le premier blanchissage du gaucher dans sa carrière. Liriano complète l'année avec une fiche de 9-10 et une moyenne de points mérités de 5,09.
Liriano lance dans 22 matchs en 2012 pour Minnesota, dont 17 parties comme lanceur partant. Il affiche une moyenne de points mérités de 5,31 en 100 manches au monticule, avec 3 victoires et 10 défaites.

### White Sox de Chicago
Le 28 juillet 2012, les Twins échangent Liriano aux White Sox de Chicago contre le joueur d'avant-champ Eduardo Escobar et le lanceur gaucher des ligues mineures Pedro Hernández. Liriano joue 12 matchs, dont 11 départs, avec Chicago. Il gagne trois parties contre deux défaites mais sa moyenne s'élève à 5,40 en 56 manches et deux tiers. Il complète 2012 avec six gains, douze défaites, 167 retraits sur des prises et une moyenne de 5,34 en 156 manches et deux tiers lancées au total pour Minnesota et Chicago.

### Pirates de Pittsburgh
À la fin décembre 2012, Liriano, qui est agent libre, est sur le point de signer un contrat de deux saisons pour 12,75 millions de dollars avec les Pirates de Pittsburgh. Cependant, l'entente est mise en péril lorsque, quelques jours plus tard, le lanceur gaucher se casse le bras droit en tombant dans sa salle de bains. Le contrat n'est officiellement signé que le 8 février 2013 et il s'agit d'une entente d'une saison qui vaut un million de dollars. Cependant, Liriano pourrait gagner jusqu'à 12,75 millions grâce aux bonis rattachés à ses performances.

#### Saison 2013
Liriano reçoit en 2013 le prix du meilleur retour de l'année parmi les joueurs de la Ligue nationale, un honneur qu'il ajoute au prix similaire reçu dans la Ligue américaine en 2010 alors qu'il évoluait pour Minnesota. Il connaît en effet une excellente saison pour les Pirates avec 16 victoires, 8 défaites et une moyenne de points mérités de 3,02 en 161 manches lancées lors de 26 départs. Il enregistre 163 retraits sur des prises et lance 2 matchs complets. Il est le lanceur partant des Pirates le 1er octobre pour leur premier match de séries éliminatoires en près de 21 ans, et est le lanceur gagnant dans une victoire facile de Pittsburgh, 6-2 à Cincinnati dans le match de meilleur deuxième de la Nationale. Le 6 octobre suivant, il est partant des Pirates dans le premier match éliminatoire jamais joué au PNC Park de Pittsburgh et le premier disputé dans cette ville depuis 1992. Il quitte la rencontre, la 3e de la Série de division de la Ligue nationale contre les Cardinals de Saint-Louis, avec son club en avance, mais les Pirates finissent par perdre ce match, et Liriano ne reçoit pas de décision.

#### Saison 2014
En 162 manches et un tiers lancées en 2014, Liriano maintient une moyenne de points mérités de 3,38. En 29 départs, il remporte 7 victoires contre 10 défaites et réussit 175 retraits sur des prises, le plus haut total des Pirates cette année-là. La fiche perdante de Liriano en 2014 s'explique par le faible support offensif reçu de ses coéquipiers, qui marquent 3 points ou moins dans 14 de ses 20 derniers départs de la saison,. Devenu agent libre, Liriano signe un nouveau contrat de 3 saisons avec Pittsburgh. L'entente d'une valeur de 39 millions de dollars, annoncée le 12 décembre, est la plus lucrative jamais accordée par cette franchise à un joueur autonome.

#### Saison 2015
En 2015, Liriano est 3e de la Ligue nationale et 7e des majeures avec une moyenne de 9,88 retraits sur des prises par 9 manches lancées. Il est 8e de la Nationale avec 205 retraits au bâton. Gagnant de 12 matchs contre 7 défaites en 31 départs, il maintient une moyenne de points mérités de 3,38 en 186 manches et deux tiers qui est identique à celle de la saison précédente, tout en ayant lancé quelque 25 manches de plus.

#### Saison 2016
Le 3 avril 2016, Liriano lance et gagne contre Saint-Louis le match d'ouverture de la saison 2016 des Pirates et égale le record d'équipe de 10 retraits sur des prises au premier jour de la saison : il réédite ainsi sa performance du match d'ouverture de 2014 ainsi que celles de Bob Veale (1965), John Candelaria (1983) et A. J. Burnett (2013).

### Astros de Houston
Le 31 juillet 2017, les Blue Jays échangent Francisco Liriano aux Astros de Houston contre les joueurs de champ extérieur Norichika Aoki et Teoscar Hernandez.

## Statistiques
| Saison | Équipe    | G   | GS | CG | SHO | V  | D  | SV | IP    | SO  | ERA  |
| ------ | --------- | --- | -- | -- | --- | -- | -- | -- | ----- | --- | ---- |
| 2005   | Minnesota | 6   | 4  | 0  | 0   | 1  | 2  | 0  | 23.2  | 33  | 5,70 |
| 2006   | Minnesota | 28  | 16 | 0  | 0   | 12 | 3  | 1  | 121.0 | 144 | 2,16 |
| 2008   | Minnesota | 14  | 14 | 0  | 0   | 6  | 4  | 0  | 76.0  | 67  | 3,91 |
| 2009   | Minnesota | 29  | 24 | 0  | 0   | 5  | 13 | 0  | 136.2 | 122 | 5,80 |
| 2010   | Minnesota | 31  | 31 | 0  | 0   | 14 | 10 | 0  | 191.2 | 201 | 3,62 |
| Totaux | Totaux    | 108 | 89 | 0  | 0   | 38 | 32 | 1  | 549.0 | 567 | 3,97 |

| Saison | Équipe    | G | GS | CG | SHO | V | D | SV | IP  | SO | ERA  |
| ------ | --------- | - | -- | -- | --- | - | - | -- | --- | -- | ---- |
| 2009   | Minnesota | 1 | 0  | 0  | 0   | 0 | 0 | 0  | 2.0 | 1  | 4,50 |
| 2010   | Minnesota | 1 | 1  | 0  | 0   | 0 | 0 | 0  | 5.2 | 7  | 6,35 |
| Totaux | Totaux    | 2 | 1  | 0  | 0   | 0 | 0 | 0  | 7.2 | 8  | 5,87 |

Note: G = Matches joués ; GS = Matches comme lanceur partant ; CG = Matches complets ; SHO = Blanchissages ; 
V = Victoires ; D = Défaites ; SV = Sauvetages ; IP = Manches lancées ; SO = retraits sur des prises ; ERA = Moyenne de points mérités.